# Uulu
Uulu (německy Uhla) je vesnice v estonském kraji Pärnumaa, samosprávně patřící do obce Häädemeeste.